# Lanová dráha Grindelwald–Männlichen

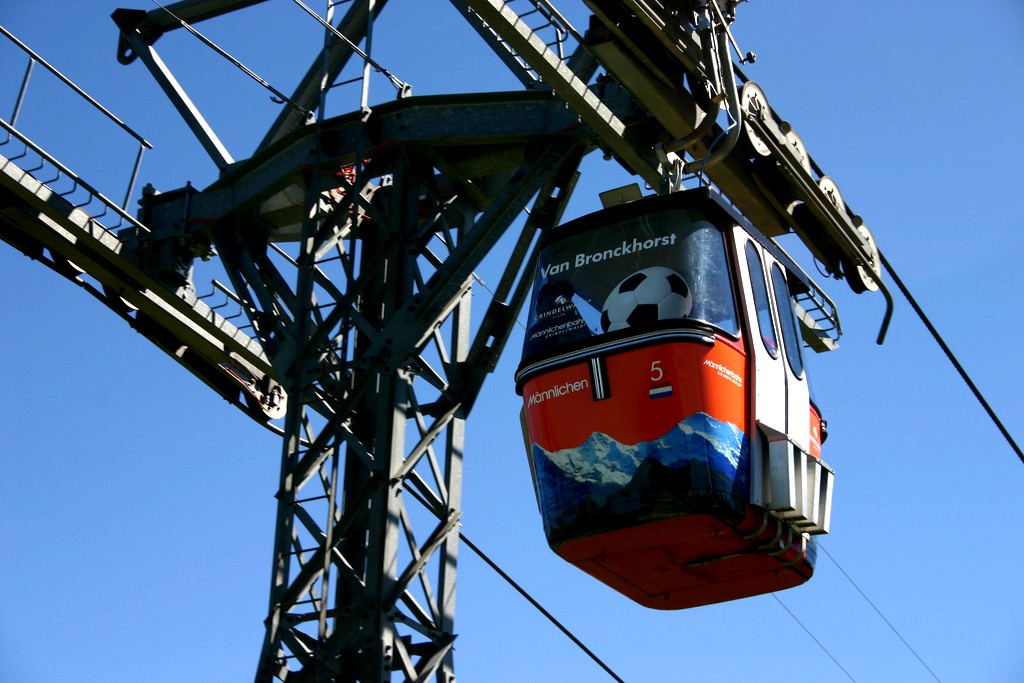
Gondelbahn Grindelwald-Männlichen

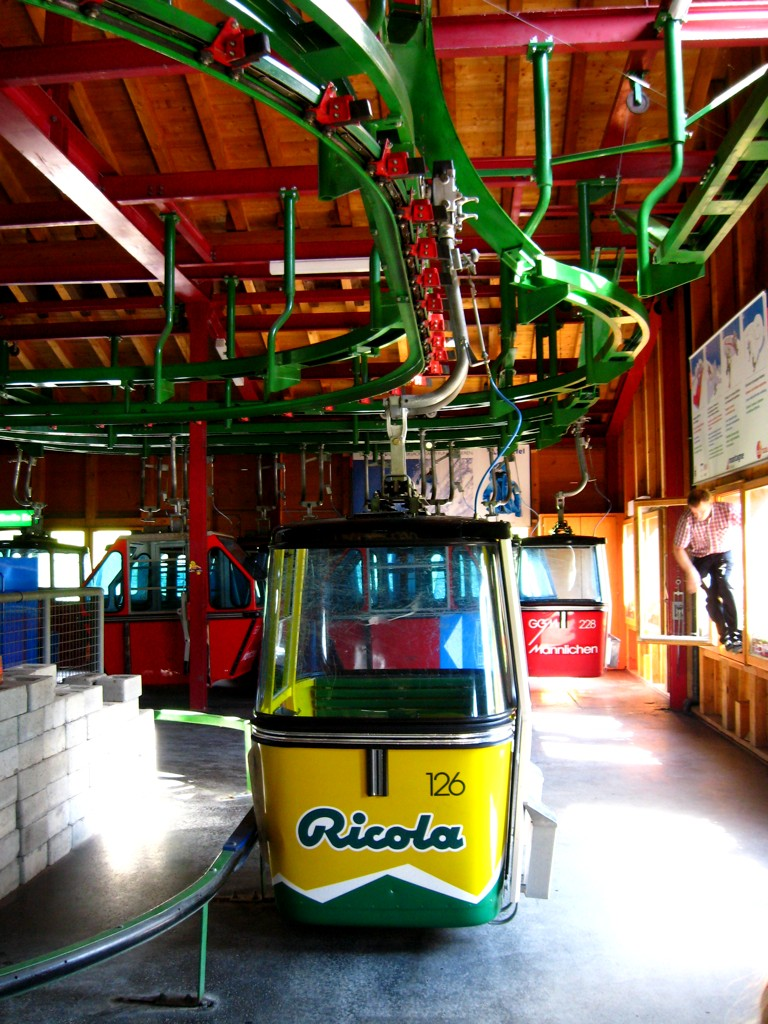

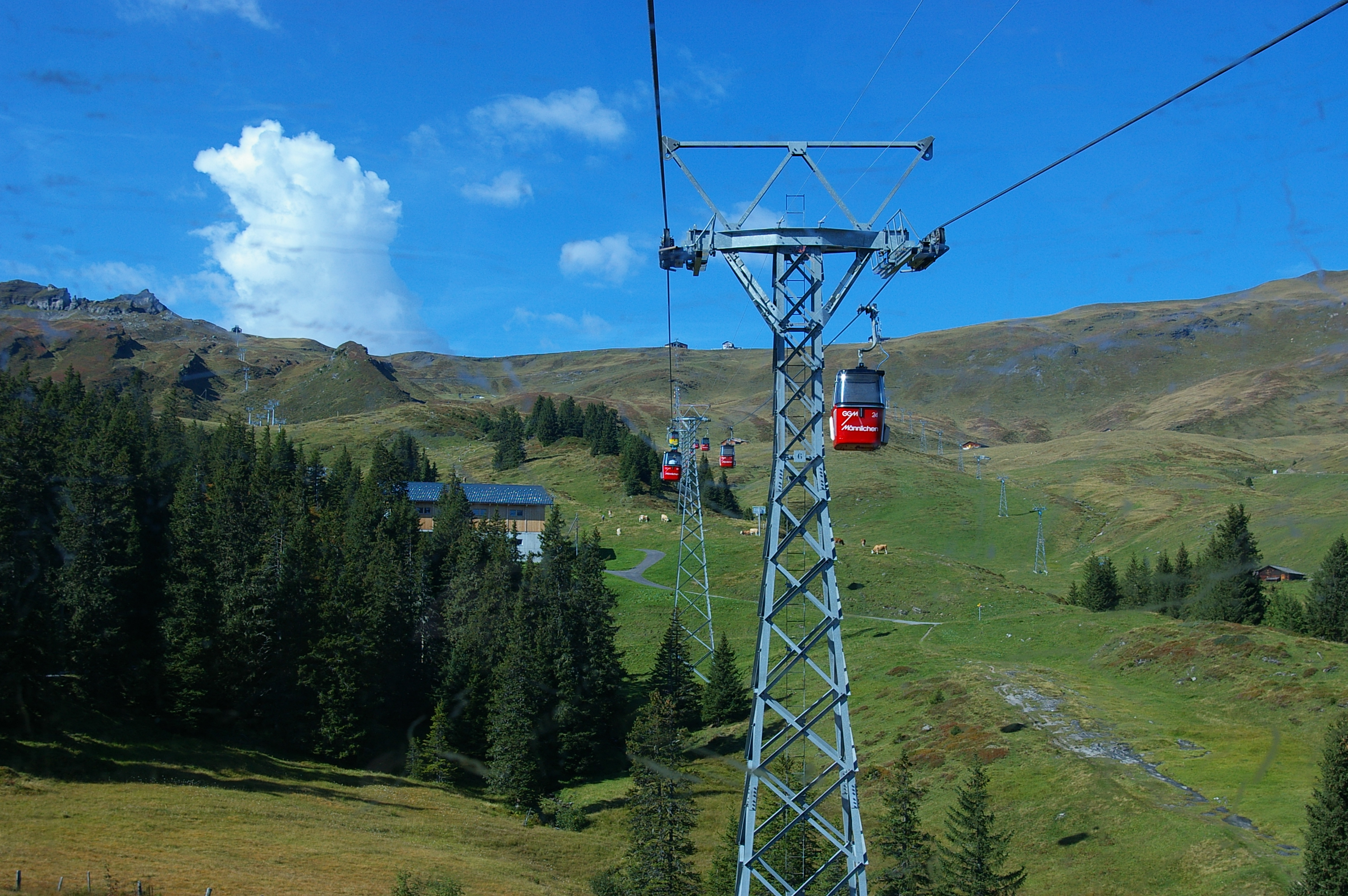

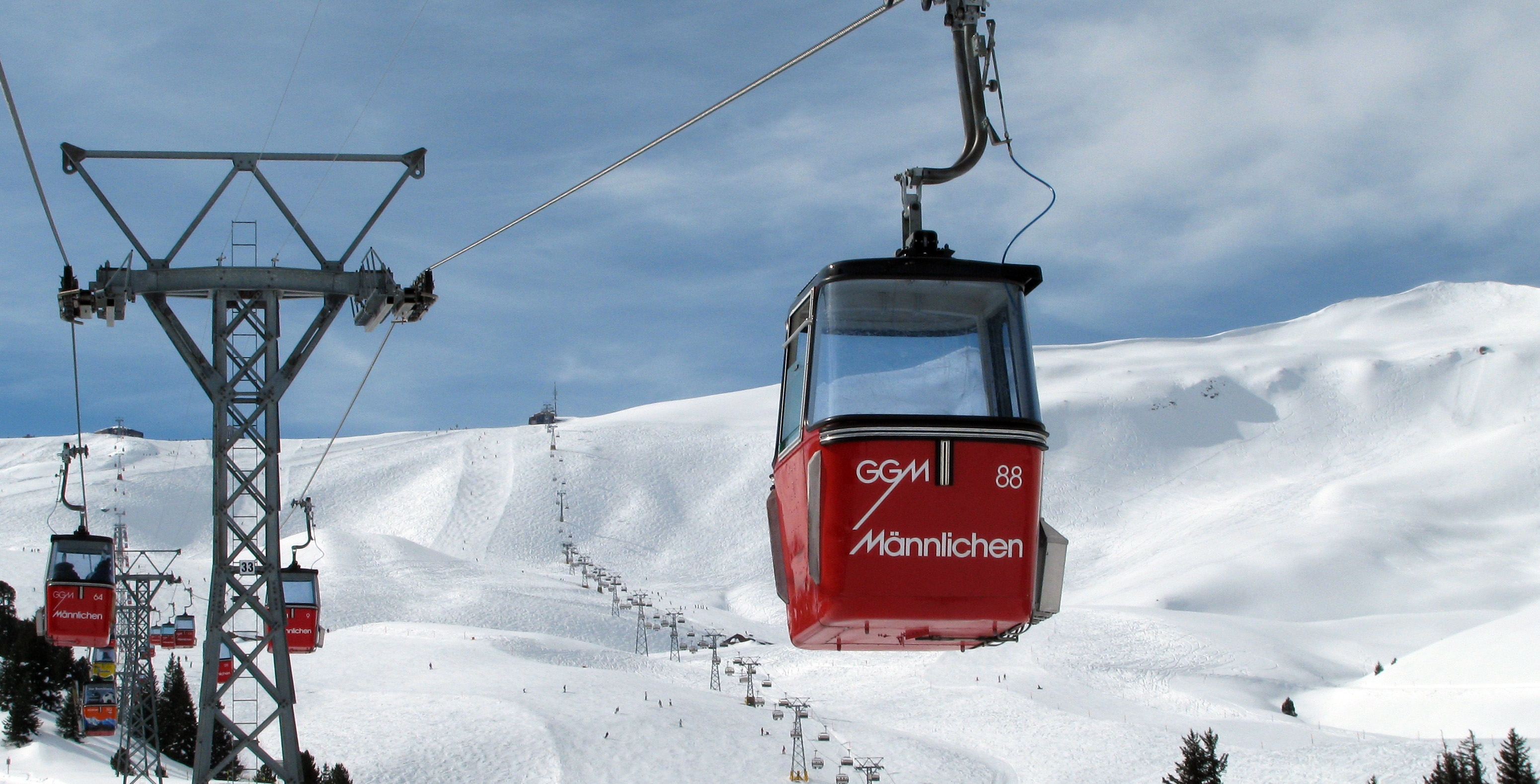

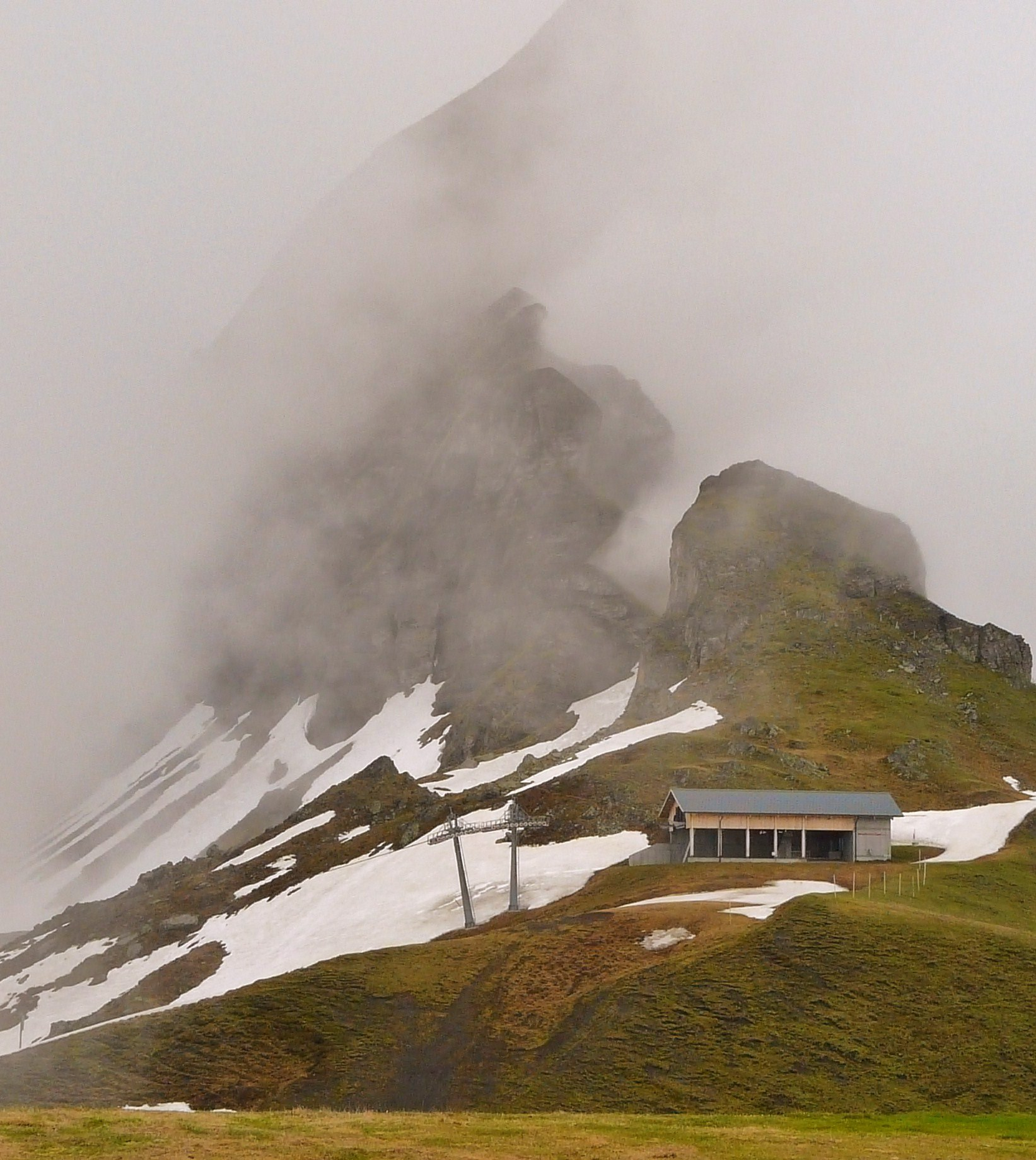
Stanice na Männlichenu

Lanová dráha Grindelwald-Männlichen je kabinková lanová dráha spojující Grindelwald Grund přes Holenstein se sedlem pod Männlichenem v kantonu Bern ve Švýcarsku. Lanovku provozuje společnost Gondelbahn Grindelwald-Männlichen, AG.
Lanovka nepatří k nerychlejším, ale za to poskytuje čas k vychutnání pohledu na okolní hory a údolí. Při celkové délce 6,2 km je doba jízdy 30 min. Lanovka je využívána v letních měsících k turistice, v zimě lyžaři i turisty. Lanovka patří mezi nejdelší kabinkové lanovky na světě.
Napojení na okolní dopravu:
- 3 minuty pěšky od stanice Grindelwald Grund / Wengernalpbahn
- 4 minuty pěšky k horní stanici lanovky do Wengenu / Luftseilbahn Wengen-Männlichen

## Historie
- 1977 – založení společnosti
- 23. prosince 1978 – uvedení do provozu

## Technické parametry
| systém:                   | Habegger Maschinenfabrik AG |
| typ:                      | s oběžným lanem, 2 úseky    |
| provoz:                   | volné kabinky (gondoly)     |
| počet kabin:              | neuvedeno                   |
| počet osob:               | 4                           |
| dolní stanice:            | 937 m n. m.                 |
| mezistanice:              | 1.624 m n. m.               |
| horní stanice:            | 2.225 m n. m.               |
| převýšení celkem:         | 1.288 m                     |
| převýšení úseků:          | 687 m / 601 m               |
| Lanová délka celkem:      | 7.128 m                     |
| Lanová délka úseků:       | 3.155m / 3.973 m            |
| Rychlost:                 | 4 m/s                       |
| Výkon hl. motoru:         | neuvedeno hp                |
| Výkon. zálož. mot.:       | neuvedeno hp                |
| Kapacita:                 | 900 os./hod.                |
| Nosná lana:               | Ø neuvedeno mm              |
| Tažné lano:               | Ø neuvedeno mm              |
| Proti lano:               | Ø neuvedeno mm              |
| Počet stožárů:            | 52                          |
| Výška stožáru:            | 38 m (max.)                 |
| Zatížení lana nad údolím: | neuvedeno t                 |
| Zatížení lana navrcholu:  | neuvedeno t                 |